# 朝鮮人民軍特殊作戰軍
朝鮮人民軍特殊作战军（朝鲜语：／ Chosŏn-inmin'gun teugsujagjeongun）或称朝鲜人民军特种作战军，是朝鲜人民军受過高度訓練和擁有特殊裝備的軍事單位，他們負責為朝鮮民主主義人民共和國進行一連串的軍事行動，當中包括政治戰和心理戰。這些單位活躍於測試大韓民國的國防能力，並在韓戰結束後多次入侵該國進行隱蔽行動。  目前（2010年)已知該單位有200,000名士兵， 這也令北韓一度成為世界上擁有最多特種作戰兵的國家。

## 任務
朝鮮人民軍特種部隊的主要任務是要打破韓國的固定防線，以在敵後開拓“第二戰場”，並從事戰場和戰略偵察。 
特種作戰軍被認為是用以應對美國或韓國的「斬首」行動，首次亮相為2017年太陽節閱兵行列中，外界分析認為，特種作戰軍是由原先的軍級部隊——朝鮮人民軍第11軍所擴編而成。特種作戰軍的首任司令由陸軍上將金英福擔任。

## 歷史
要知道北韓特種部隊的官方創立日期是不可能的，但報告指出他們自1968年10月30日起開始有活動蹤跡。在這天，海上突擊隊從三陟登陸到韓國的蔚珍，並在一連串的戰鬥後撤回到北韓境內。  金日成評價北韓特種部隊（當時的第8特别用途軍團）為“在整個朝鮮人民軍當中最強和最精銳的，並是軍隊中獨一無二的先鋒部隊。”
2016年，為了應對美國和韓國針對金正恩的「斬首」行動，北韓當局成立了一支新的特種部隊單位，是為“朝鮮人民軍特種作戰軍”，其隊員首度於2017年太陽節閱兵中亮相。
於2024年，俄羅斯入侵烏克蘭期間，北韓當局向俄羅斯派出士兵作為援軍參與對烏作戰，派出的部隊當中包括被稱為“暴風軍團”的特種部隊。

## 組織

### 空中
北韓特種部隊會利用蘇聯製的安東諾夫An-2型運輸機從空中進行滲透  。An-2能夠以空投和空降的方式把傘兵送到戰場上。另外由於An-2機體較小，因此它可以在高速公路上降落，並將傘兵投入戰鬥。近年朝鮮人民軍特種部隊也開始採用迷彩直昇機進行空降訓練。

### 偵察旅
有時也會被稱為“狙擊手”旅，他們為朝鮮人民軍提供地面情報發揮了相當重要的作用。這些單位也有能力發起直接行動。他們被訓練作抓獲或消滅任何在韓國境內的戰略目標。另外，他們似乎也會進行刺殺行動。

### 輕裝步兵
朝鮮人民軍的輕裝步兵旅可在前沿部署和後方地區的軍級單位中找到。 這些輕裝旅與北韓的兩棲輕裝步兵是匹配的，但是他們沒有接受過額外的水上作戰訓練。輕裝步兵主要專注於“以隱蔽的行動迅速滲透和擾亂敵後地區”。  他們的任務包括：掌握前方地區的通訊系統，並針對高回報的目標（如：核設施或化學設施）進行破壞。 就像他們的名稱所描述的一樣，他們只攜帶輕兵器和反坦克武器等輕型裝備。多年來，北韓的輕裝步兵旅是世界上少數地沒有穿著防彈衣的特種部隊之一，這一點可以從他們進行訓練和軍事演習時的片段中得以證實。不過從2012年的訓練圖片中可見，他們似乎已經開始穿著防彈衣。

### 海上特種部隊
從統計中可得知，北韓能派遣至少7,000名特戰兵進攻韓國的各個海岸。  根據這支特種部隊擁有的船隻數量推斷，他們每次能派遣5,000名士兵（約102艘兩棲船）進行攻堅。  因此預料一旦這些特戰兵登岸後便會試圖在交戰雙方新一輪的敵對行動展開之前或進行期間滲透到韓國的崎嶇疆域以在該國的後方地區發動攻擊。另外， 小船的額外優勢就是其隱蔽的特性，它能夠讓突擊隊渡過韓國的海岸。
就像世界各地的特種部隊一樣，與友方的密切配合能夠提供在戰場上的所需運輸。而對於北韓海上特種部隊，在現代滲透行動中發揮重要作用的分部已動用到朝鮮人民軍海軍的潛艇。目前北韓海軍至少擁有24艘R級柴電潛艇。 這些潛艇主要被用於沿海地區，並是用作運送士兵離岸的最好平台之一。配有特殊設備的鯊魚級潛艇會帶著由19人組成的小隊進行沿海滲透。另外，北韓海軍至少擁有45艘小型潛艇以用作乘載由2—5人組成的小隊潛入韓國境內。 這種小型潛艇要在朝鮮半島崎嶇的海岸線中被檢測到並不容易。

## 部隊編制

### 陸軍
第11軍下屬部隊
- 第1神槍手旅
- 第2神槍手旅
- 第3神槍手旅
- 第4輕步兵旅
- 第5輕步兵旅
- 第6輕步兵旅
- 第7輕步兵旅
- 第8空中兩棲旅
- 第9空中兩棲旅
- 第10空中兩棲旅

### 海軍
- 第29海上神槍手團（西海艦隊，第252軍部隊）
- 第64海上神槍手團（東海艦隊，第863軍部隊）

### 空軍
- 第11空中神槍手旅
- 第21空中檢查組

## 已知裝備
韓聯社認為特種作戰軍的任務是在朝鮮最高領導人金正恩面臨「斬首行動」時，用以進行反制之用。特種作戰軍的士兵除佩戴黑色墨鏡及配有夜視鏡的功夫龍頭盔外，臉部還會塗抹迷彩膏，裝備以大容量彈筒供彈的88式自動步槍。

### 個人武器

#### 手槍
| 武器名稱 | 原產地 | 備註                                            |
| -------- | ------ | ----------------------------------------------- |
| 白頭山   |        | 為CZ 75仿製型，配備大容量彈匣和特製木製握把護片 |

#### 突擊步槍
| 武器名稱 | 原產地 | 備註                                                             |
| -------- | ------ | ---------------------------------------------------------------- |
| 88式     |        | 現時主力步槍，具使用大容量彈筒供彈的版本以及型號不明的犢牛式版本 |

#### 狙擊步槍
| 武器名稱     | 原產地 | 備註                                      |
| ------------ | ------ | ----------------------------------------- |
| 78式         |        | -                                         |
| 斯泰爾SSG 08 | 奥地利 | 最早於2025年4月亮相，不排除是由俄羅斯供應 |

#### 輕機槍／通用機槍
| 武器名稱 | 原產地 | 備註               |
| -------- | ------ | ------------------ |
| 73式     |        | -                  |
| PKM      | 苏联 · | 含本土仿製型“82式” |

#### 反裝甲武器
| 武器名稱 | 原產地 | 備註                        |
| -------- | ------ | --------------------------- |
| RPG-7    | 苏联 · | 含本土仿製型“68式7號發射筒” |

#### 手榴彈
| 武器名稱 | 原產地 | 備註 |
| -------- | ------ | ---- |
| F-1      | 苏联   | -    |
| RGD-5    | 苏联   | -    |

### 個人裝備
- 作戰服
  - 各種迷彩服，包括2020年10月的閱兵中亮相的仿製多地形迷彩作戰服和仿製大韓民國陸軍花崗岩迷彩服。
- 戰術頭盔
  - PASGT／MICH-2000仿製品
  - FAST頭盔仿製品
- 抗噪耳機
- 攜板背心
- 夜視儀
  - 外觀上類似於美國製AN/PVS-7夜視儀。
- 戰鬥刀